# أزغاب إفريقية
الأزغاب الأفريقية (الاسم العلمي: Graphiurinae) هي أسرة من الثدييات تتبع فصيلة الزغبات من رتبة القوارض.

## أجناس
- زغبة أفريقية